# Maurice Novarina

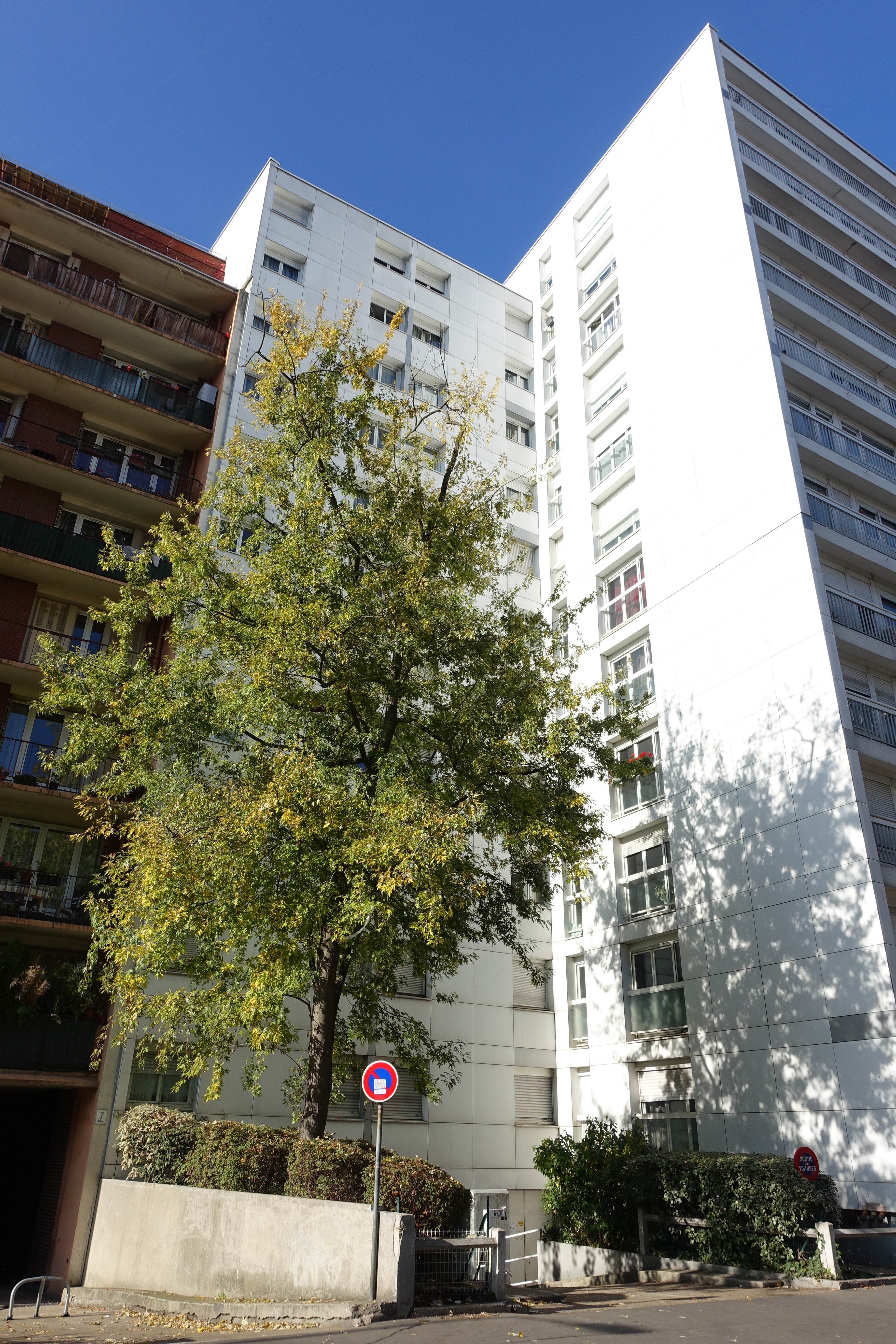
Wohnhaus in der Rue Gandon 6–8, Paris: Architekt Maurice Novarina.

Maurice Novarina (* 28. Juni 1907 in Thonon-les-Bains; † 28. September 2002 ebenda) war ein französischer Architekt.

## Leben und Werk
Er studierte an der École nationale supérieure des beaux-arts de Paris und erwarb dort 1933 sein Architektur-Diplom. Er war verheiratet mit der Schweizer Schauspielerin Manon Trolliet. Der Schriftsteller, Regisseur und Maler Valère Novarina ist der Sohn des Paares.
Novarina war unter anderem Architekt zahlreicher Kirchen, z. B. Notre-Dame des Alpes in Saint-Gervais-les-Bains (Département Haute-Savoie), Église Notre-Dame de Toute Grâce du Plateau d’Assy in Passy oder Sacré-Cœur in Audincourt (Département Doubs). Dabei arbeitete er eng mit dem Dominikaner und Kunstsachverständigen Marie-Alain Couturier und mit vielen modernen Künstlern wie Fernand Léger, Jean Bazaine oder Alfred Manessier zusammen. Er erhielt zahlreiche öffentliche Aufträge. Sein Gesamtwerk beläuft sich auf 40.000 Wohneinheiten, 26 Kirchen, 22 Schulen und 80 andere öffentliche Bauten. Einige dieser Gebäude sind in Frankreich als historische Denkmäler klassifiziert oder als Erbe des XX. Jahrhunderts gekennzeichnet.
1979 wurde er Mitglied in der Académie des Beaux-Arts und übernahm damit den vakanten Sessel des 1978 verstorbenen Architekten Albert Laprade. Für Novarina selbst übernahm der Architekt Aymeric Zublena 2008 dessen vakanten Sessel.

## Auszeichnungen
- Commandeur de la Légion d’Honneur
- Officier de l’Ordre National du Mérite
- Officier des Arts et Lettres